# Joël Bats
Joël Bats (født 4. januar 1957 i Mont-de-Marsan, Frankrig) er en pensioneret fransk fodboldspiller og senere træner, der spillede som målmand i Ligue 1-klubberne FC Sochaux, AJ Auxerre samt Paris SG. Med sidstnævnte vandt han i 1986 det franske mesterskab.

## Landshold
Bats nåede gennem sin karriere at spille 50 kampe for Frankrigs landshold, som han debuterede for i 1983. Han var efterfølgende en del af det franske hold der blev europamestre på hjemmebane ved EM i 1984, og vandt bronze ved VM i 1986 i Mexico. Han spillede sin sidste landskamp i 1989.

## Trænerkarriere
Bats blev efter afslutningen på sin aktive karriere tilknyttet sin gamle klub Paris SG som målmandstræner. I 1996 blev han udnævnt til klubbens nye cheftræner, en position han besad frem til 1998. Efter at være blevet afskediget i hovedstadsklubben havde han efterfølgende en kort periode som cheftræner hos LB Châteauroux.

## Titler
Ligue 1
- 1986 med Paris SG

EM
- 1984 med Frankrig